# Guillermo Martínez (scrittore)
Guillermo Martínez (Bahía Blanca, 29 luglio 1962) è uno scrittore e matematico argentino.

## Biografia
Nato nel 1962 a Bahía Blanca, si è laureato in logica matematica all'Università di Buenos Aires e in seguito ha insegnato per due anni al Mathematical Institute di Oxford.
Ha esordito nella narrativa nel 1989 con i racconti contenuti in Infiernio grande e in seguito ha pubblicato 6 romanzi, 4 opere di saggistica, un'altra collezione di racconti ed è stato tradotto in molte lingue.
É principalmente noto per il romanzo giallo del 2003 La serie di Oxford, trasposto in pellicola dal regista Álex de la Iglesia nel 2008.
Nel 2019 è stato insignito del Premio Nadal per il romanzo Los crímenes de Alicia, seguito ideale della sua opera più celebre.

## Opere

### Racconti
- Infiernio grande (1989)
- Una felicidad repulsiva (2013)

### Romanzi
- Acerca de Roderer (1993)
- La mujer del maestro (1998)
- La serie di Oxford (Crimines imperceptibles, 2003), Milano, Mondadori, 2004, traduzione di Jole Da Rin ISBN 88-04-52747-1.
- La lenta fine di Luciana B. (La Muerte Lenta de Luciana B., 2007), Milano, Mondadori, 2010, traduzione di Jole Da Rin ISBN 978-88-04-59530-4.
- Yo también tuve una novia bisexual (2011)
- I delitti di Alice (Los crímenes de Alicia, 2019), Venezia, Marsilio, 2021, traduzione di Valeria Raimondi ISBN 978-88-297-0839-0.

### Saggi
- Borges y las matemáticas (2003)
- La fórmula de la inmortalidad (2005)
- Gödel (para todos) (2009)
- La razón literaria (2016)

## Adattamenti cinematografici
- Oxford Murders - Teorema di un delitto (The Oxford Murders), regia di Álex de la Iglesia (2008)
- La ira de Dios, regia di Sebastián Schindel (2022)

## Premi e riconoscimenti
- Premio Mandarache: 2006 con La serie di Oxford
- Premio Hispanoamericano de Cuento Gabriel García Márquez: 2014 con Una felicidad repulsiva
- Premio Nadal: 2019 con Los crímenes de Alicia